# Frits Zernike
Frederik »Frits« Zernike, nizozemski fizik, * 16. julij 1888, Amsterdam, Nizozemska, † 10. marec 1966, Amersfoort, Nizozemska.
Zernike je leta 1953 prejel Nobelovo nagrado za fiziko »za prikaz postopka faznega odtenka in še posebej za izum faznega mikroskopa.«